# Antiquitatum variarum volumina XVII
Gli Antiquitatum variarum volumina XVII ("Diciassette volumi di antichità varie") compongono una poderosa opera scritta dal frate domenicano Annio da Viterbo (pseudonimo umanistico di Giovanni Nanni) e pubblicata a Roma presso il tipografo Eucharius Silber nel 1498 sotto il titolo originario di Commentaria super opera diversorum auctorum de antiquitatibus loquentium ("Commentari sulle opere di diversi autori che parlano di antichità"), con accompagnamento di da lettera dedicatoria ai reali cattolici di Spagna, Ferdinando e Isabella. L'opera, che si presenta come una silloge di antichissime cronache rinvenute e riscoperte di recente dall'autore, affiancate dal commento del compilatore, si è rivelata solo in seguito essere una complessa e ingegnosa falsificazione ordita dall'erudito domenicano, che si meritò così la fama di falsario.
Nota anche come Antiquitates variae (Antichità varie), o come Antichità di Annio, la compilazione intendeva costruire un supplemento alla cronologia biblica e proporre una visione radicalmente innovativa della storia universale, con una narrazione venata di miso-ellenismo in cui veniva recuperata la tradizione caldea e aramea per essere direttamente connessa e riconciliata con le radici stesse della storia d'Europa, scavalcando e mettendo da parte l'intera tradizione culturale e storiografica greca, messa in ombra e derubricata a cosa vana, erronea, e favolistica.
I precocissimi sospetti adombrati da alcuni studiosi sulla genuinità dei contenuti non impedirono all'opera di riscuotere una grande fortuna, testimoniata dalle numerose edizioni a stampa, anche in lingua volgare. A travolgerne la credibilità non bastò nemmeno il definitivo svelamento della reale natura di colossale falsificazione, a cui si giunse nel secolo successivo alla pubblicazione: gli effetti nefasti di quel testo si protrassero, infatti, fino al XVII secolo (ne fa uso, ad esempio, Athanasius Kircher, seppure in maniera contraddittoria e paradossale) e, in misura occasionale, si propagarono finanche al XVIII secolo. Questo strascico prolungato ha costretto gli studiosi seri a dover ripetutamente ritornare sulla dimostrazione della falsità dell'opera, senza poterla dare per scontata. Non è mancato neppure in epoca novecentesca, infine, un vano e disperato quanto improbabile tentativo di riabilitazione da parte di un appartenente al suo stesso ordine domenicano.
Il fertile sforzo inventivo dispiegato negli Antiquitatum variarum volumina XVII fa di Annio un autentico creatore di miti, in grado di esprimere, con mezzi simbolici, il disagio e la crisi culturale di un'epoca. Infatti, la complessità della sua opera pseudostorica non è equiparabile a una semplice "falsificazione", ma mette in movimento un processo creativo di "reinvenzione simbolica di tradizioni", in modo da toccare a fondo le "corde [...] della sensibilità del tempo", come dimostra la "vasta e tenace fortuna" che il lavoro di Annio era destinato a incontrare in tutta Europa.
Varie e divergenti sono infine le congetture formulate sulle finalità programmatiche e ideologiche dell'operazione culturale (se ve ne furono) o sull'eventuale movente psicologico. Sulle ipotesi variamente postulate (miso-ellenismo, campanilismo, servilismo nei confronti di Rodrigo Borgia e della sua famiglia, ma anche semplice pazzia, oppure ingenua autentica convinzione) non si è coagulato consenso unanime tra gli studiosi.

## Contenuto

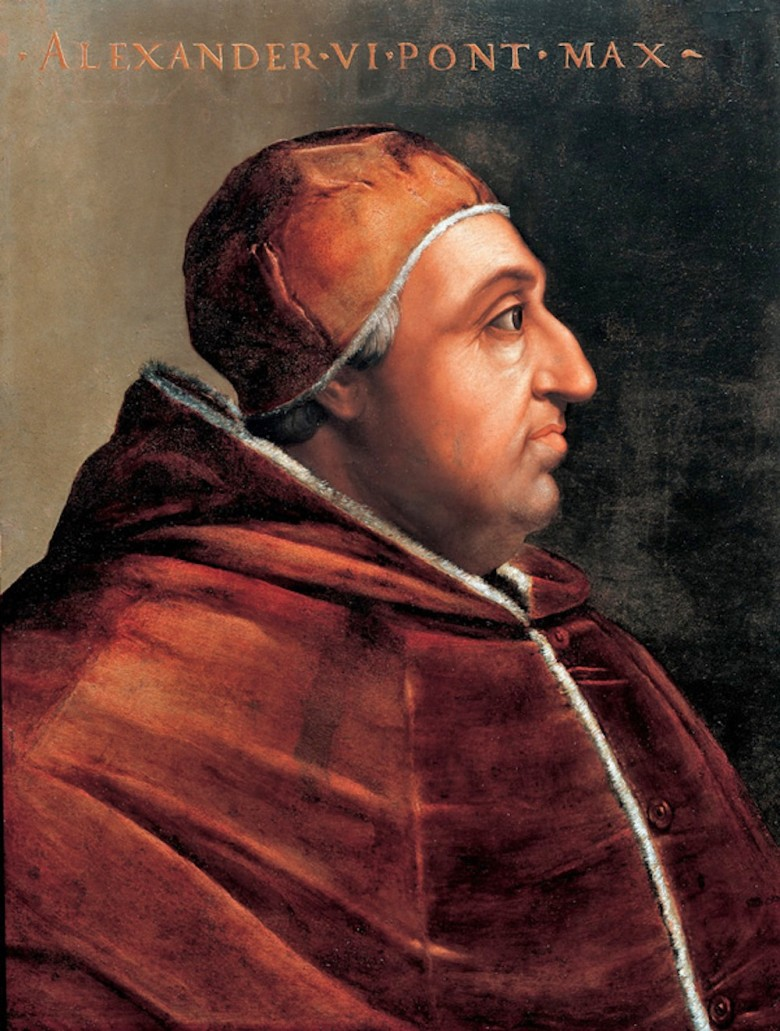
Rodrigo Borgia, alias Papa Alessandro VI (qui ritratto da Cristofano dell'Altissimo), fu lo sponsor delle fortune di Annio

La falsa compilazione si presenta come una monumentale opera storica, in forma di commento a testi antichissimi, che Annio affermava di aver scoperto in parte a Mantova, dove sarebbero stati raccolti da un certo Guglielmo intorno al 1315, e in parte a Genova, dove l'autore più importante, Beroso, gli sarebbe stato donato da un monaco armeno di nome Giorgio. 
Poiché il primo degli intermediari era morto da tempo, mentre il secondo era irraggiungibile, e siccome tutti gli originali erano andati perduti, la credibilità delle fonti poteva fondarsi unicamente su un atto di fiducia nei confronti di Annio.
L'opera in 17 volumi fu pubblicata in due edizioni, con e senza commento. Il primo volume contiene un sommario e il repertorio delle auctoritates e delle fonti (fasulle o meno) da lui adoperate, alla maniera di Plinio il Vecchio nella Naturalis Historia. Nel libro iniziale Annio fornisce anche una succinta spiegazione del senso dei volumi successivi della sua ricostruzione.
Gli altri sedici volumi raccolgono una mole di scritti o frammenti provenienti da una serie di cronache da lui stesso fabbricate, presumibilmente a partire dal 1493 e fino alla pubblicazione nel 1498. Queste fonti erano da lui falsamente attribuite a una congerie di autori pagani pre-cristiani: il caldeo Beroso, l'egiziano Manetone, Metastene di Persia (non Megastene, storico greco dell'India menzionato da Flavio Giuseppe, il cui nome è «abusivamente mutato» da Annio), Filone Giudeo (Filone di Alessandria), Archiloco, Senofonte, Mirsilo di Metimna, Fabio Pittore, Catone il Censore, Gaio Sempronio Tuditano, Antonino Pio.
Importanti sono anche il volume II (De institutionibus Annianis de aequivocis) e il volume XVII (XL Quaestiones Anniae, dedicate al cugino Tommaso Annio).
L'opera proponeva ai dotti di tutta Europa una visione radicalmente diversa della storia antica del Mediterraneo giudaico-cristiano. Secondo questa fantasiosa ricostruzione, Noè si sarebbe stabilito in Italia a un secolo dal Diluvio universale, e vi avrebbe fondato Viterbo. In seguito, avrebbe fondato altre città in Europa, ma avrebbe conservato sempre la sua predilezione per Viterbo e per gli Etruschi, considerati, nei documenti di Annio, suoi diretti discendenti.
Come Pontifex maximus, Noè avrebbe prefigurato il sacerdozio, il rito romano e la dignità del papato. Avrebbe assunto come soprannome quello di Janus (Giano, divinità romana bifronte priva di un corrispondente greco), un nome che permetteva anche di ricollegarlo etimologicamente all'invenzione del vino (yayin in ebraico).
In questa ricostruzione, Annio restituiva a Viterbo il "legittimo" status di capitale del mondo, che gli sarebbe stato usurpato da Roma. Agli antichi romani, in base alle false cronache e secondo il commento di Annio, andava addossata la responsabilità di aver abbandonato la pia tradizione noaica per abbracciare le fallaci sofisticherie del pensiero greco, un'attitudine culturale che avrebbe avuto l'effetto di falsificare l'intera storia universale mediante l'affermazione della superiorità greca, da lui considerata menzognera.

## Genesi e fortuna
Gli Antiquitatum variarum volumina XVII erano il frutto di un «percorso intellettuale breve ma intensissimo», iniziato circa dieci anni prima (quindi in età già matura), dopo che Annio da Viterbo, nel 1489, aveva fatto ritorno alla sua città natale ponendo fina a un ventennale soggiorno a Genova. A quell'epoca, benché più che cinquantenne, il frate poteva vantare una cultura essenzialmente teologica. Fu infatti solo in quella tarda stagione della vita che iniziò a occuparsi di classici greci e latini, riuscendo in pochi anni a raggiungere una conoscenza così vasta e profonda da poter impunemente mettere in atto la sua opera di falsificazione. Questo percorso di studi, in effetti,  rappresentò una vera e propria impresa, tanto più stupefacente se si considera che l'enorme mole di studio era interamente finalizzata alla sola causa della macchinazione storica.
Secondo un'ipotesi di Roberto Weiss, le falsificazioni di Annio, strumentali al dispiego del suo disegno, sarebbero iniziate nel 1493 e la composizione dell'opera potrebbe essersi ipoteticamente compiuta nei circa cinque o sei anni che vanno dal 1493 fino al 1498, data di pubblicazione.

### Critiche

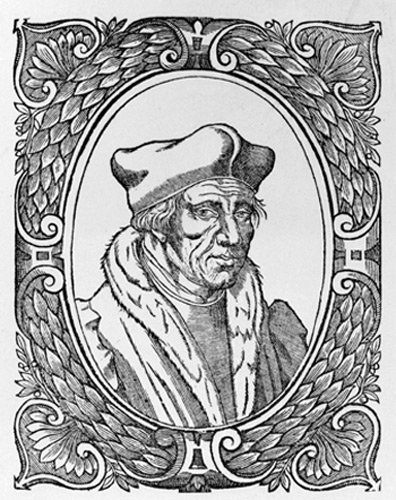
Jacques Lefèvre d'Étaples fu, insieme a Pietro Crinito, tra i primi censori del falso

Sulla genuinità dell'opera furono immediatamente sollevati dubbi da parte di vari studiosi: tra i primi a denunciarne la falsità, già pochi anni dopo la prima pubblicazione, furono Pietro Crinito (Pietro Baldi del Riccio) in De honesta disciplina (XXIV, 12)  e Marcantonio Sabellico nelle sue Enneades (VIII, 5), opere entrambe del 1504. Due anni dopo, a segnalarla come falso fu Jacques Lefèvre d'Étaples, nel suo commentario alla Politica di Aristotele, pubblicato a Parigi nel 1506.
I sospetti non smisero di addensarsi: Juan Luis Vives, ad esempio, se ne occupò criticamente in un passo del suo commento al De Civitate Dei di Sant'Agostino e nel suo De tradendis disciplinis.
L'autenticità dello pseudo-Beroso di Annio fu poi validamente confutata dall'umanista erasmiano Juan de Vergara nel 1552. Un duro colpo alla reputazione di Annio venne anche dal suo confratello Melchor Cano che, nel suo classico De Locis Theologicis (1563), lo sottopose ad una serrata e spietata critica, culminante in un'accusa di eresia.
Nel 1565-66, l'umanista Girolamo Mei ebbe una dura polemica storiografica con il letterato Vincenzo Borghini, che, in occasione del matrimonio di Francesco I de' Medici e Giovanna d'Austria, basandosi proprio sulle iscrizioni menzionate da Annio, dichiarò che Firenze era stata fondata da Augusto. Mei, ostile a casa Medici, sfidò questa opinione e contestò l'autenticità dei materiali di Annio in un breve trattato latino (De origine urbis Florentiae).
Tuttavia, né le precocissime segnalazioni, né le confutazioni successive riuscirono a impedire che l'opera acquistasse credito e si guadagnasse almeno diciotto pubblicazioni e ristampe, oltre ad almeno tre traduzioni a stampa in italiano, tra cui la versione in volgare fatta da Francesco Sansovino del 1583.
L'impostura di Annio fu definitivamente smascherata solo nella seconda metà del Cinquecento da Giuseppe Giusto Scaligero, uomo di vastissima e solida erudizione che, nell'analisi delle fonti, poteva unire, alla perfetta padronanza del greco antico e del latino, anche la conoscenza dell'arabo e dell'ebraico (a differenza di Annio, le cui conoscenze di greco ed ebraico erano rudimentali).

### Ingredienti del successo dell'opera

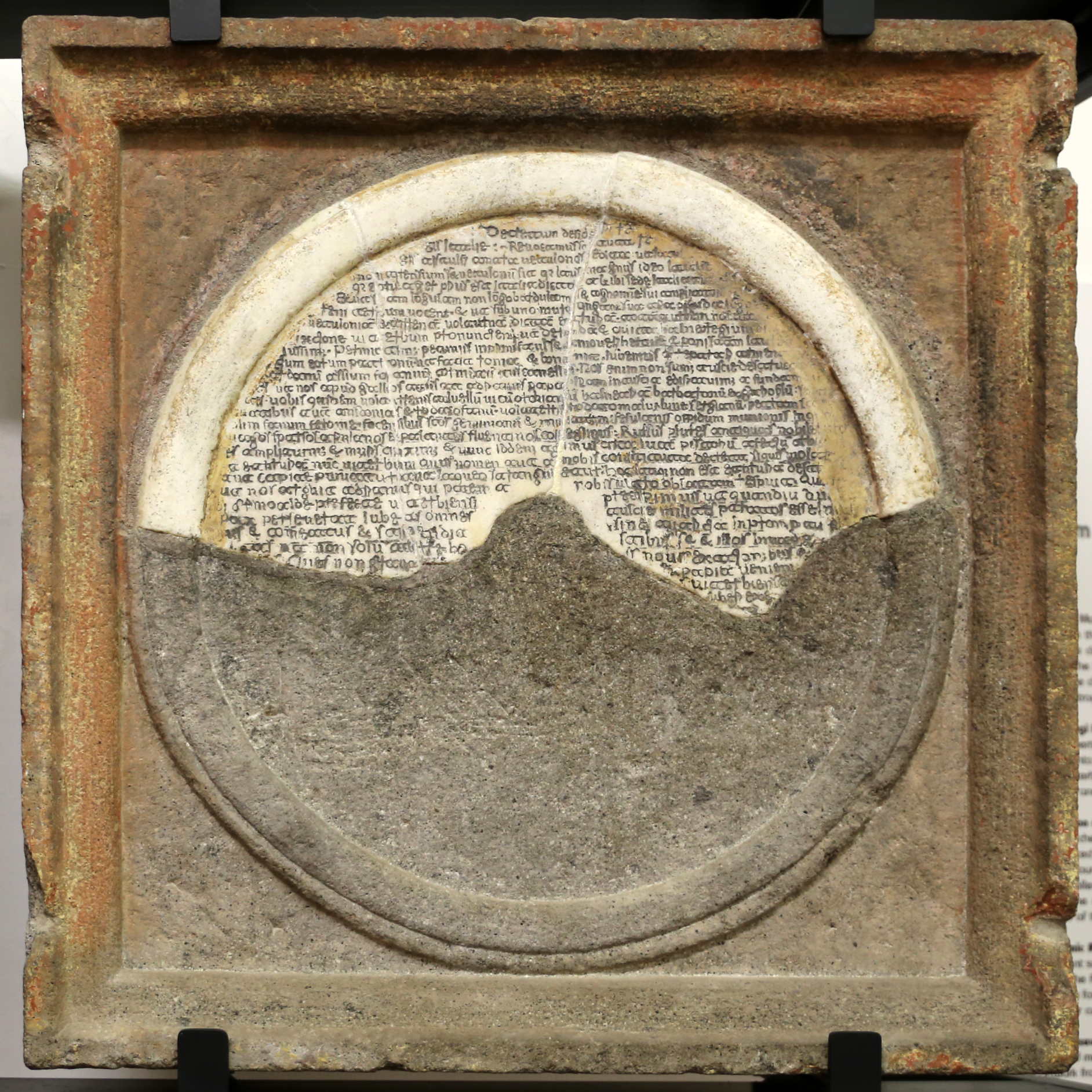
Il "decreto di Desiderio"

Uno dei segreti del successo della compilazione è il fatto che alle fonti si accompagnava un commento «mostruosamente complicato», in cui un intreccio inestricabile di citazioni e testimonianze provenienti da una enorme platea di fonti, vere e spurie, si univa a uno sforzo di spiegazioni etimologiche che mettevano insieme greco, latino e perfino ebraico. Su quest'ultima lingua, oltre che degli scritti di San Girolamo, Annio si avvaleva dell'aiuto di un certo Samuele, talmudista di Viterbo non altrimenti conosciuto. Annio, inoltre, ebbe l'accortezza di ancorare le sue invenzioni storiche alla cronologia di autori veri, quali Plinio il Vecchio, Tito Livio e Diodoro Siculo. Si trattava, nel complesso, di una falsificazione che raggiungeva standard qualitativi veramente notevoli.
Un altro ingrediente del successo di Annio fu anche il fatto che l'opera si prestava a essere riutilizzata in maniera strumentale, da schiere di "patriottici" di tutt'Europa, i quali, attingendovi a piene mani, e decontestualizzandone le citazioni, potevano di volta in volta esaltare la tradizione di altri popoli, Galli, Celti, Britanni, Teutoni, ecc.
È stato anche suggerito il ruolo che, nell'avvolgere l'opera in un alone di credibilità, potrebbe aver avuto la veste tipografica della prima edizione romana. Infatti, la stampa si presentava in caratteri gotici e adorna di un'unica e rudimentale xilografia, quindi con tratti estetici più crudi e antichizzanti rispetto all'eleganza dei caratteri di Aldo Manuzio, e con una forte rassomiglianza esteriore alla Bibbia di Gutenberg. Si tratterebbe, secondo Ingrid Drake Rowland, di un effetto estetico perseguito in modo consapevole: con la ricerca di un'apparenza pseudo-biblica, Annio intendeva conferire alla sua opera maggiore credibilità quale complemento alla cronologia della Bibbia.

#### I falsi ritrovamenti archeologici

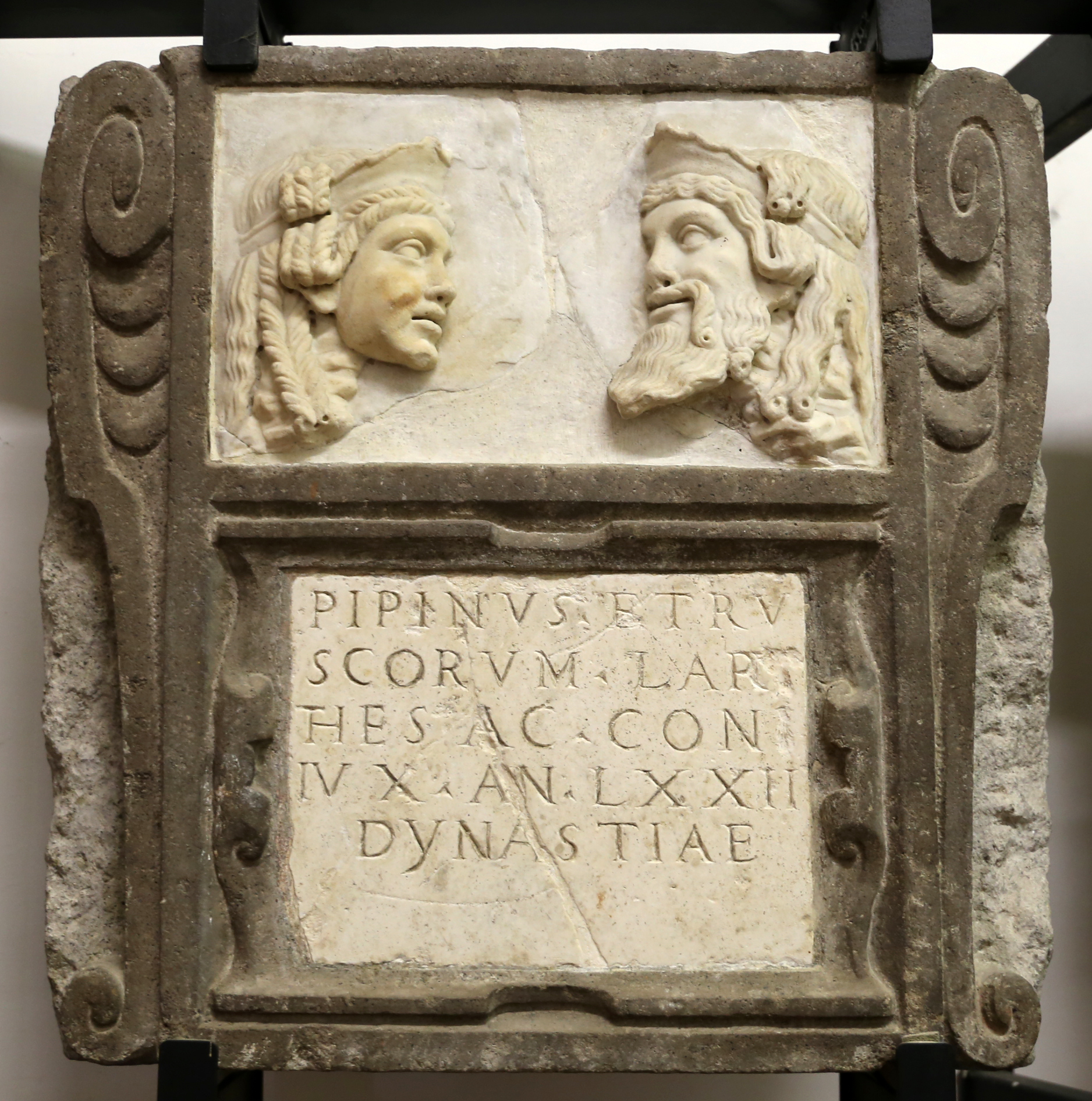
Tavola di Pipinus Etruscorum Larthes, falso del 1490-1500 ca.

Altro elemento che contribuì alla sua fortuna fu la fabbricazione di veri e propri falsi reperti archeologici ed epigrafici (statue e iscrizioni etrusche) che servivano a dare ulteriori e tangibili conferme alle fonti che andava inventandosi di sana pianta e a testimoniare la presenza a Viterbo di antiche figure della mitologia romana, della mitologia egizia, e della tradizione biblica. Per sostenere l'imponente impalcatura storica che andava architettando, Annio aveva organizzato a Viterbo, nei pressi della residenza estiva di Papa Alessandro Borgia, qualcosa che doveva apparire come una sorta di vera e propria campagna di scavi archeologici, in cui, in realtà, si rinvenivano solo i manufatti da lui stesso fabbricati e interrati in precedenza. Tre esempi di tali manipolazioni sono visibili al Museo Civico di Viterbo. Per sostenere le sue invenzioni, Annio identificava la lingua etrusca con l'ebraico, millantando di essere in grado di tradurre dall'etrusco.

##### IlMarmo osiriano

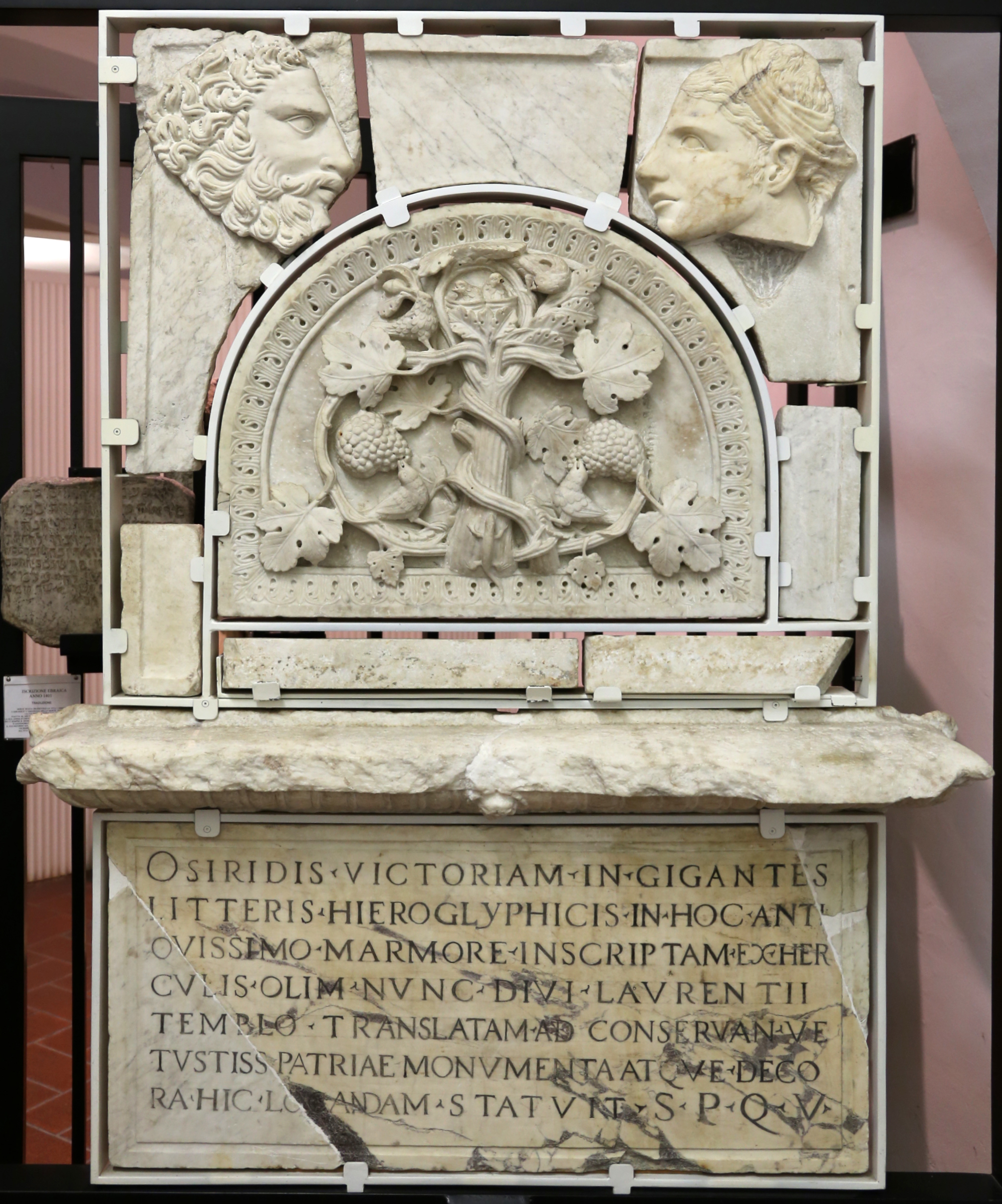
Il c.d. Marmo osiriano al Museo di Viterbo

Uno dei più intriganti manufatti artistici confezionati da Annio è il cosiddetto Marmo osiriano, al Museo Civico di Viterbo. Non si tratta di un falso in sé, ma dell'assemblaggio in giustapposizione di due pezzi autentici di arte medioevale, anacronistici tra di loro e, soprattutto, rispetto alla loro dichiarata antichità artistica. L'opera si presenta come una lunetta inquadrata in una cornice rettangolare. Sulla lunetta è presente un rilievo con tralci di vite, intrecciate su un tronco di quercia, una lucertola (o un coccodrillo) e degli uccelli. Sulla cornice, in bassorilievo, si affrontano di profilo due visi dai tratti classicheggianti. Al di sotto della lunetta è presente un'iscrizione esplicativa latina, apposta nel 1587 dal Senato e dal popolo di Viterbo.
Annio accompagna il suo falso con una complessa interpretazione simbolica. Secondo la sua descrizione, si sarebbe trattato di un frammento da una colonna trionfale lasciata a Viterbo da Osiride, che forniva la prova della venuta del dio egiziano in Italia e nella città. Il profilo di Osiride, secondo Annio, sarebbe riconoscibile in una delle due figure affrontate sulla cornice (quella a sinistra). Il profilo femminile a destra sarebbe appartenuto a una musa, Sais Xantho, cugina di Osiride. Le raffigurazioni zoomorfe e fitomorfe sulla lunetta erano da interpretare come lettere sacre egizie che contribuivano alla complessa simbologia nel modo seguente: lo scettro di Osiride era rappresentato dalla quercia i cui rami aperti alludevano al suo dominio su ogni angolo del mondo; la scena celebrava e storicizzava l'incontro del dio e degli antichi Egizi con gli Italiani (gli uccelli) e la vittoria sui Giganti (lucertola o coccodrillo, a significare il male). Annio, inoltre, affermava che tra i rami dell'albero fosse possibile intravedere un occhio.
La lunetta è stata creduta a lungo un manufatto romano tardoantico, finché Pietro Toesca, nel 1927, non ne ha fornito una datazione al XII secolo. Un pezzo d'arte medievale, ma di circa un secolo più recente, è invece rappresentato dai due profili umani della cornice: Brian Curran li ha messi in relazione stilistica con le due teste in rilievo che, in posizione piuttosto defilata, sono visibili sull'Ambone del Vangelo del Duomo di Ravello, datato a circa il 1270 e riconosciuto come il capolavoro di uno scultore, Nicolò di Bartolomeo da Foggia, che mostra una notevole consonanza con lo stile di Nicola Pisano. Il pastiche forgiato da Annio fu in grado di ingannare perfino l'occhio esperto di Giorgio Vasari che, scrivendone una cinquantina di anni dopo, fu fuorviato dalle sculture "forgiate" da Annio e ne trasse spunto per formulare un giudizio sull'alta qualità dell'arte etrusca.

#### Incontro con Rodrigo Borgia e l'influsso sulle decorazioni dell'Appartamento Borgia

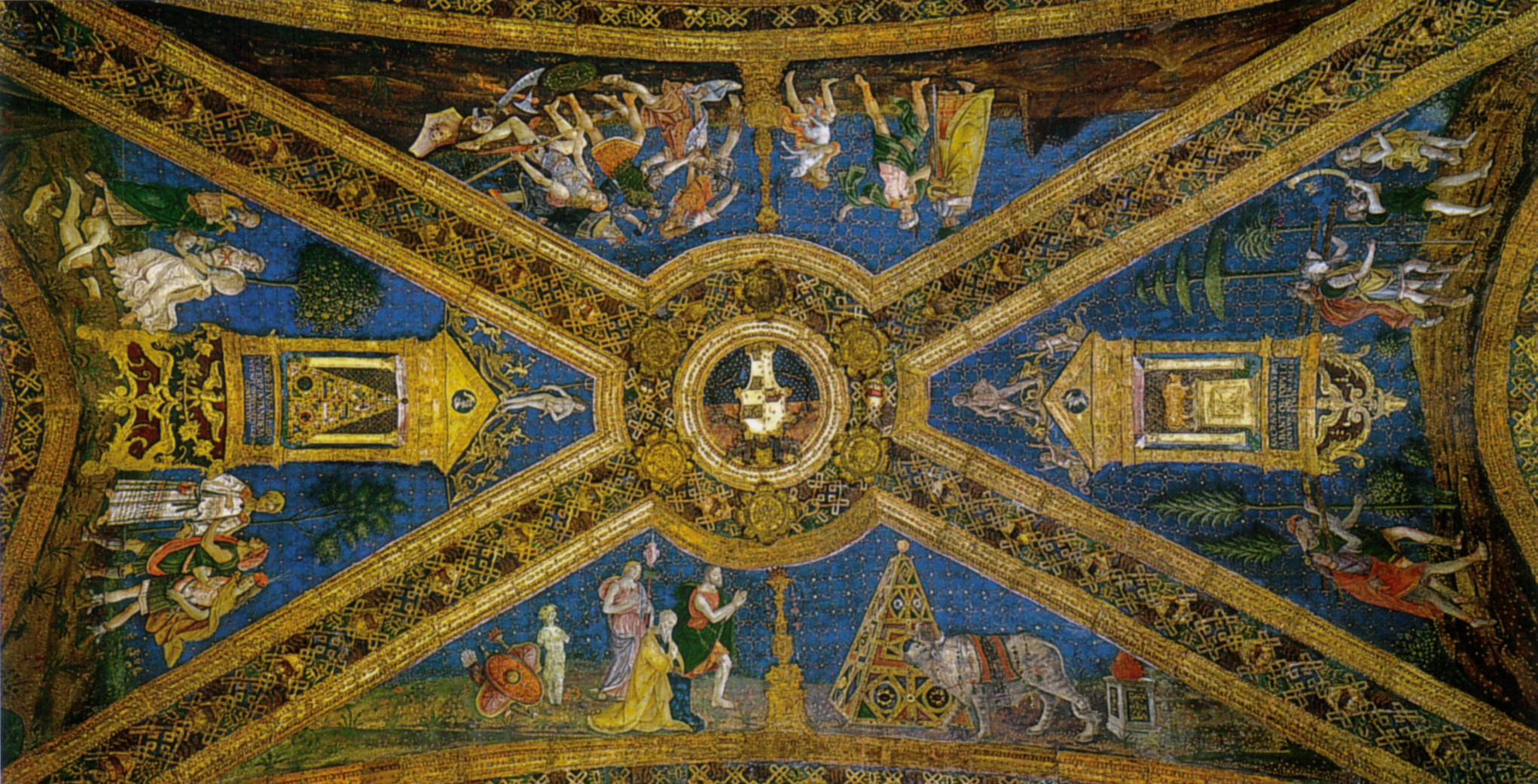
Appartamento Borgia, seconda volta della Sala dei Santi: Osiride viene ucciso, Iside ne ricompone il corpo e organizza i funerali; manifestazione del bue Api e processione col suo idolo

A segnare una svolta nella vita di Annio fu la conoscenza fatta di Rodrigo Borgia (Papa Alessandro VI), al quale, secondo un'ipotesi formulata da Paola Mattiangeli, sarebbe stato presentato da Alessandro Farnese (futuro Paolo III), probabilmente intorno al 1492, forse proprio in relazione al progettato Appartamento Borgia.
Il toro araldico che campeggia nel blasone dei Borgia fornì ad Annio lo spunto per un collegamento, tanto fantasioso quanto forzato e rabberciato, con la figura mitologica del toro Api, venerato nell'antico Egitto. Con alcuni finti reperti egizi, interrati in Italia e poi dissotterrati, Annio si inventò una discendenza diretta dei Borgia nientemeno che da Iside e Osiride. Nel 1499, appena un anno dopo la stampa, Annio fu nominato Magister sacri palatii apostolici (Maestro del sacro palazzo apostolico) del papa.

##### Programma decorativo dell'Appartamento Borgia
In una lezione al Courtauld Institute of Art di Londra nel novembre 1945, Fritz Saxl (del Warburg Institute) avanzò per primo l'ipotesi secondo cui il soggetto dell'Appartamento Borgia in Vaticano fosse stato suggerito al Pinturicchio proprio da Annio da Viterbo.
Secondo le argomentazioni di Ingrid Drake Rowlands, sarebbe stato lo stesso Papa Borgia ad affidare ad Annio la responsabilità di ispirare il programma iconografico del celebre ciclo pittorico dell'Appartamento Borgia.
Di sicuro, le frodi genealogiche di Annio influenzarono l'egittomania che traspare nel ciclo decorativo dell'Appartamento Borgia, con la presenza di Iside e altri motivi e divinità egittizzanti. Una spiegazione diretta dal "pensiero anniano" è invocata anche per il simbolismo che caratterizza la Sala della Sibilla e la Sala delle Arti Liberali dell'Appartamento Borgia, nelle quali "predomina l'astrologia e dove figure di profeti pagani, ebrei, cristiani, si uniscono insolitamente a soggetti egiziani e astrologici", a comporre "un tale sincretismo di motivi, non nuovo al gusto umanistico, [che] trova [...] nei vari momenti del pensiero anniano (teologico, astrologico, egizianistico) la spiegazione più diretta".

## Intenti ideologici e motivazioni psicologiche

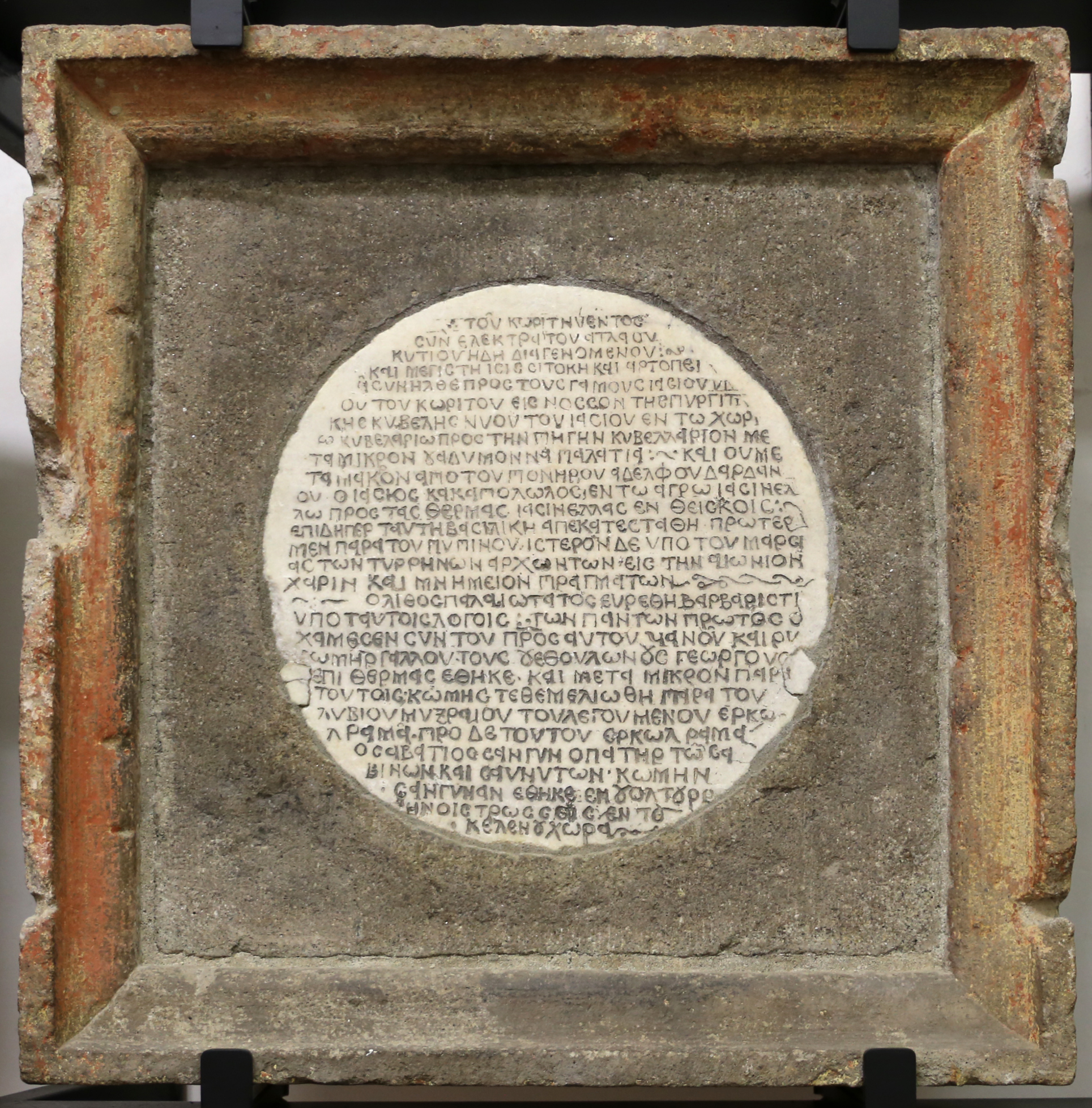
La "seconda tavola cibellaria"

Non è chiaro quale fosse il disegno complessivo delle macchinazioni di Annio da Viterbo. Varie sono le ipotesi formulate, senza che si sia registrata la convergenza degli studiosi sulle motivazioni e gli scopi di un tale titanico impegno falsificatorio.

### Anti-ellenismo religioso e patriottico
Per spiegare il movente dell'opera, Eugène Napoleon Tigerstedt, ad esempio, partiva dalla riconoscibile inclinazione di Annio al miso-ellenismo, un atteggiamento culturale impregnava la sua opera e lo spingeva a voler distruggere l'auctoritas degli autori dell'antichità greca, in questo riportando in auge una tradizione letteraria che parte da Catone il Censore, prosegue con  Giovenale (e con la ripresa, come refrain, di una sua citazione sulla «Graecia mendax», dietro la quale, tuttavia, vi è chi vede più un riferimento a Flavio Giuseppe che a Giovenale), e continua nel Medioevo con il trattamento riservato da Dante a Ulisse, confinato nell'Inferno dantesco (canti XXVI e XXVII), e con la credenza di chi vedeva la mano punitrice di Dio nelle vicende del Grande Scisma e della caduta dell'Impero romano d'Oriente.
Dietro tale atteggiamento, Tigerstedt riconosceva due ragioni psicologiche: da un lato, Annio, agendo in chiave patriottica, intendeva "esaltare la gloria che s'identifica con l'Italia; dall'altro, voleva incrinare l'autorità dei Greci per avvalorare l'autorità della Bibbia e difendere la Fede dall'emergere, in quegli anni, di un nuovo atteggiamento culturale umanistico collegato alla conoscenza e ricezione dei classici greci.

### Intenti encomiastici
In generale, viene escluso un interesse economico dell'autore. Tra i motivi, si potrebbe ipotizzare però un intento encomiastico e servile nei confronti di quei personaggi potenti ai quali Annio indirizzava le sue opere.
Ma l'ipotesi non è coerente con i comportamenti complessivi dell'autore: Annio aveva già mostrato, in precedenza, di sapersi ingraziare la benevolenza dei potenti senza la necessità di mettere in atto la sua colossale opera di falsificazione.

### Patriottismo e localismo

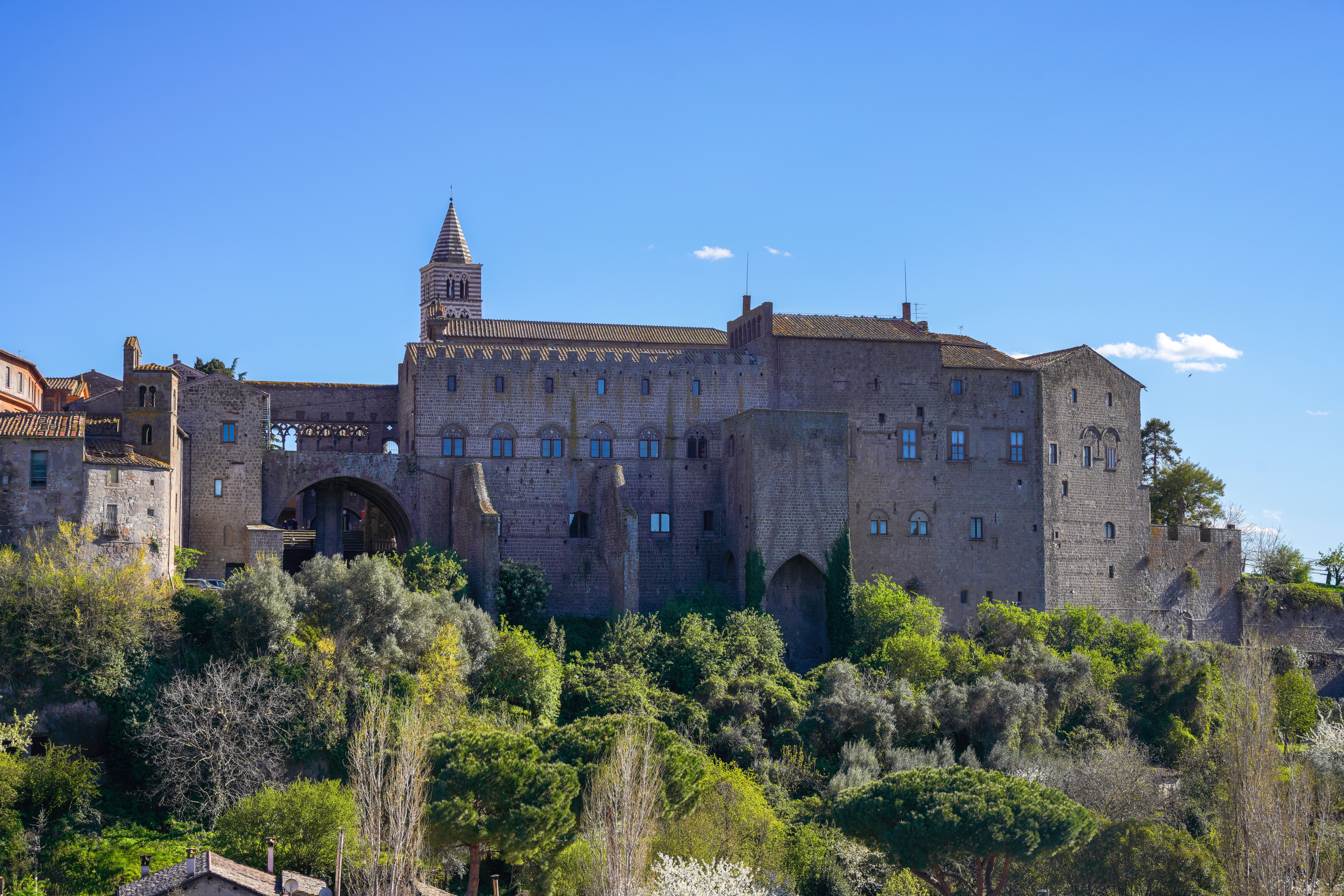
Veduta del Palazzo dei Papi, a Viterbo: per alcuni, fu proprio l'esaltazione della città a muovere Annio alla fabbricazione del falso

Un altro possibile movente potrebbe essere una mera volontà campanilistica, svuotata da contenuti religiosi, il cui scopo era illustrare e nobilitare la storia della città di Viterbo, sua patria natia, elevandone il rango a quella di antica capitale e centro di irradiazione di un'immaginaria primordiale Età dell'oro dell'Etruria (un fine che, come già detto, Tigersted individua tra le componenti psicologiche del suo atteggiamento).
Il dispiegamento di un simile disegno rasentava peraltro la follia, vista l'imponente messe di studi accaniti che il domenicano dovette mettere in atto al solo scopo di portare a termine il falso. D'altro canto, secondo Edoardo Fumagalli, si può ragionevolmente dubitare della follia di Annio: in favore della sua sanità di mente, infatti, testimonia il grande credito di cui godette presso personaggi di altissimo rilievo: nel 1499, un anno dopo la stampa, il domenicano fu nominato Maestro del sacro palazzo apostolico da Papa Alessandro VI. Per quanto criticabile possa essere la figura del papa Borgia, non è pensabile che si risolvesse a destinare un ufficio così delicato a una specie di invasato o malato di mente.
In definitiva, rimane difficile attribuire un senso unitario all'opera di Annio, individuandone una motivazione unificante e credibile: non è da escludere che il suo autore fosse genuinamente convinto della veridicità di quanto andava affermando, e che tutta l'invenzione dei falsi documenti, insieme al gigantesco apparato messo in opera, pur portata a termine con lucida consapevolezza, non servisse altro che a convincere gli interlocutori di quella che per lui era da considerarsi verità storica.

## Fortuna posteriore
Caratteristica della fortuna di Annio è il fatto che, nonostante il precoce discredito caduto su di essa, la sua opera, anche in epoca molto successiva, continuasse a essere utilizzata alla stregua di materiale autorevole e degno di fiducia, sia da autori in buona fede, sia da personaggi mossi da fini ideologici e falsificatori.
Una vittima assai illustre dei falsi di Annio fu l'umanista olandese Erasmo da Rotterdam. Nei suoi commentari al Nuovo Testamento (Novum instrumentum, Basel: Johann Froben, 1516, II 326-7), affrontando il problema della genealogia di Gesù riportata nel Vangelo di Luca (3,23-38), si basò sul Breviarium de temporibus dello Pseudo-Filone riportato negli Antiquitatum variarum volumina XVII e sulle note al testo di Annio. Furono ingannati dai falsi di Annio anche umanisti del calibro di Agnolo Poliziano  e di Guillaume Postel (seppur quest'ultimo con qualche esitazione).
Nella sua Supputatio annorum mundi (1543), Martin Lutero si servì dei Commentaria di Annio per ricostruire un'accurata cronologia del mondo postdiluviano. Per i luterani l'opera di Annio ebbe una tale importanza che l'ultima edizione degli Antiquitatum variarum volumina XVII fu stampata a Wittenberg nel 1612. Anche le storie di Filippo Melantone e Johannes Sleidanus sulle origini dell'umanità erano basate sulle "fonti" fornite da Annio  e perfino tra le fonti delle De rebus Siculis decades duae di Tommaso Fazello c'è lo pseudo-Beroso inventato da Annio.
Ancora, a inizio Seicento, lo pseudo-Beroso fu tradotto in inglese da Richard Linche, con il titolo An Historical Treatise of the Travels of Noah into Europe ("Trattato storico sui viaggi di Noè in Europa").
Allo pseudo-Beroso di Annio sono collegate anche arzigogolate elaborazioni storiche sul personaggio di Tuisco, oscura figura di progenitore divino delle tribù germaniche (il cui nome è conosciuto dal repertorio che Tacito dà nel suo De origine et situ Germanorum): infatti, per la sua figura attinge da Annio Sebastian Münster, nella sua Cosmographia Universalis del 1544, che, oltre alla pseudo-cronaca di Beroso, conosce e utilizza anche il commentario di Annio. Echi di Annio, per la stessa figura di Tuisco, si ritrovano in Michael Drayton (1563–1631), che sembra servirsi di una versione di Annio filtrata da Richard Verstegen (o Verstegan, alias Richard Rowlands) in A Restitution of Decayed Intelligence in Antiquities concerning the most noble and renowned English Nation (1605).
Nel XVII secolo, l'opera di Annio fu tra le fonti preferite di Ottavio D'Arcangelo, noto falsario catanese, attivo nella sua città, che fu a capo di una vera e propria organizzazione di falsari impegnati nella produzione di documenti artefatti sulla storia di Catania.
Ma in quello stesso XVII secolo si registrano ancora utilizzazioni in buona fede, come si trattasse di genuina e credibile fonte storica, nonostante la falsità fosse ormai acclarata. Nel secolo successivo si segnala perfino un caso isolato di rivendicazione della sua autenticità. Tra gli autori seicenteschi che se ne servono vi è Athanasius Kircher che, tuttavia, ne fa un uso contraddittorio e "paradossale", con un modo di procedere ambiguo, piuttosto comune e ricorrente nelle sue opere: lo cita infatti come "auctoritas" ma, al contempo, lo definisce "apocrifo".
Infine, una dissertazione accademica elogiativa delle sue qualità si registra addirittura in pieno Novecento: a metà degli anni sessanta è ancora considerato proponibile un inane tentativo di recupero della sua figura come quella improbabile di storico genuino.

## Edizioni
- (LA) Commentaria super opera diversorum auctorum de antiquitatibus loquentium confecta, Romae in Campo Florae, impressa per Eucharium Silber alias Franck, anno domini M.CCCC.XCVIII die III mensis Augusti.
- (LA) Auctores vetustissimi nuper in lucem editi, Venetiis, impressit Bernardinus Venetus, anno a Natali Christiano M.II.D.[64]
- (LA) Antiquitatum variarum volumina XVII, Parisiis, venundantur ab Ioanne Parvo & Iodoco Badio (impressae opera Ascensiana), ad XV kalendas Feb. anno salutis humanae M.D.XII.
- (LA) Antiquitatum variarum volumina XVII, Parisiis, venundantur ab Ioanne Parvo & Iodoco Badio (impressae rursus opera Ascensiana), ad X kalendas Octob. anno salutis humanae M.D.XV.
- Le antichità di Beroso Caldeo sacerdote et d'altri scrittori, cosi Hebrei, come Greci & Latini, che trattano delle stesse materie, tradotte, dichiarate & con diverse utili & necessarie annotationi illustrate da m. Francesco Sansovino, In Vinegia, presso Altobello Salicato, 1583.